# ديتر جسلر
ديتر جسلر (بالألمانية: Dieter Gieseler) مواليد 10 يناير 1941 في مونستر، ألمانيا - الوفاة 8 فبراير 2008 في ألمانيا، كان دراج ألماني. سبق أن شارك في دورة الألعاب الأولمبية الصيفية وفاز بميدالية أولمبية.

## الميداليات
| الميدالية | المسابقة                       |
| --------- | ------------------------------ |
| فضية      | الألعاب الأولمبية الصيفية 1960 |

## روابط خارجية
- ديتر جسلر على موقع أرشيف الدراجات (الإنجليزية)
- ديتر جسلر على موقع إحصائيات الدراجات الإحترافية (الإنجليزية)
- ديتر جسلر على موقع اللجنة الأولمبية الدولية (الإنجليزية)
- ديتر جسلر على موقع أوليمبيديا (الإنجليزية)